# Retrospective 1961-2005: Solo Piano (August 18, 2005)
Retrospective 1961-2005: Solo Piano (August 18, 2005) ist ein Jazzalbum von Burton Greene. Die 2005 in der Gilbert Recital Hall, Canton, New York entstandenen Aufnahmen erschienen 2006 auf CIMP.

## Hintergrund
Der aus Chicago stammende Burton Greene war 1964 Gründungsmitglied der Jazz Composers’ Guild, die versuchte, der damaligen Schar avantgardistischer Musiker Glaubwürdigkeit zu verleihen, notierte die Autorin Lyn Horton. In den 2000er-Jahren arbeitete der Pianist Burton Greene, der seit 1970 seinen Wohnsitz in Amsterdam hatte, u. a. mit seiner Formation Burton Greene's Klez-Thetics. Bei gelegentlichen Besuchen in seinem Herkunftsland entstanden seit 2000 Duo-Alben mit dem Saxophonisten Kenny Millions (Detroit Meets Chicago, 2000), dem Bassisten Mark Dresser (Peace Beyond Conflict, 2001) und dem Trompeter Roy Campbell (SMS Out, 2004). Am 16. Juni 2005 trat Greene mit Paul Smoker (Trompete), Russ Nolan (Holzblasinstrumente), Ed Schuller (Bass) und George Schuller (Schlagzeug) in der Gilbert Recital Hall in Canton, einer Kleinstadt im St. Lawrence County, auf; der Mitschnitt erschien auf dem Album Signs of the Times (CIMP). Zwei Tage später folgte am selben Ort ein Soloauftritt des Pianisten, der schließlich auf dem Album Retrospective 1961-2005: Solo Piano erschien. Einen Tag später nahm Greene dort weiteres Material in Triobesetzung auf, mit Ed Schuller und George Schuller (erschienen auf In and Outs, 2006).

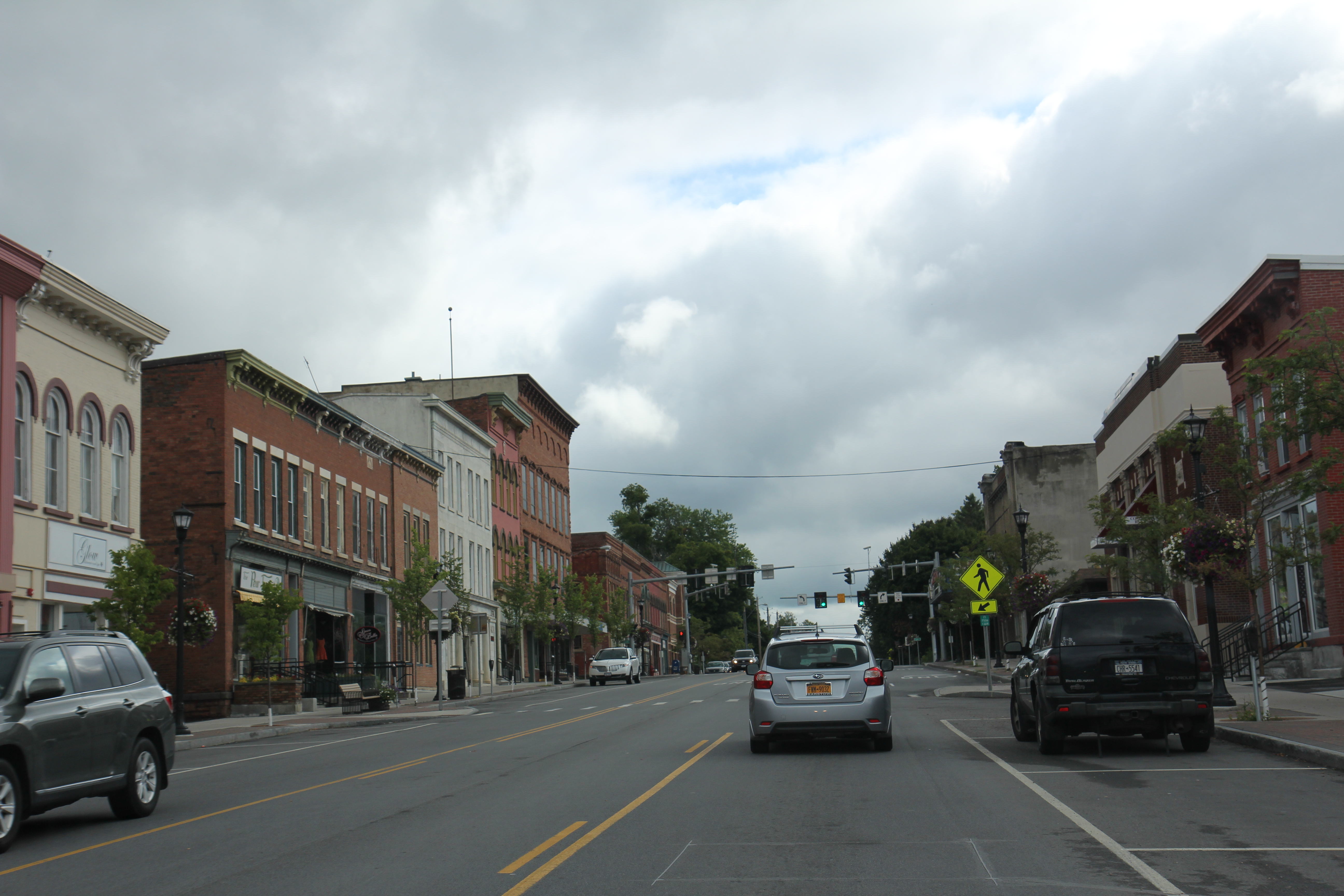
Hauptstraße von Canton, in dem Burton Greenes Solokonzert stattfand.

Sein Soloalbum Retrospektive umfasst Kompositionen aus den 1960er Jahren, die der Pianist überarbeitet hat, wie „Blue Orpheus“, „Boog-a-do“ und „Mark IV“. Weitere Kompositionen aus den 1980er-Jahren bis zu den 2000er-Jahren ergänzten das Programm, auch eine Komposition mit der Klemokum-Sängerin Silke Rölling. Hinzu kamen Versionen von Stücken bekannter Jazz-Komponisten und Musiker, Wayne Shorters „Backstage Sally“ (das 1963 auf dem Art-Blakey-Album „Buhaina’s Delight“ erschienen war), Thelonious Monks „Rootie-Tootie“, Dave Brubecks „In Your Own Sweet Way“ und Wilbur Morris’ „Chazz“. Die Aufnahme ist das einzige Solo-Album in einer Reihe von Veröffentlichungen Greenes auf dem CIMP-Label.
2017 legte Greene noch das Solos enthaltene Album Compendium (Solos, Duos, Trios) vor.

## Titelliste
- Burton Greene Retrospective 1961-2005: Solo Piano (August 18, 2005) (CIMP 355)[3]

1. Backstage Sally (Wayne Shorter) 3:29
2. Strange Love (Syl Röllig, Burton Greene) 4:12
3. Blue Orpheus (Burton Greene, Jon Winter) 6:06
4. Bag-A-Do 5:28
5. Now You Hear It Now You Don’t 10:55
6. Little Rootie Tootie (Thelonious Monk) 4:01
7. Home On De-Range (Traditional) 4:32
8. In Your Own Sweet Way (Dave Brubeck) 4:11
9. Na-Calm (After the Storm) 2:29
10. Mark IV (Burton Greene, Jon Winter) 8:16
11. Chazz (Wilber Morris) 4:23
12. Epoch-alypse 7:26
13. The 3 Day Music Coda 7:32

Soweit nicht anders vermerkt, stammen die Kompositionen von Burton Greene.

## Rezeption
Nach Ansicht von Lyn Horton, der das Album in All About Jazz rezensierte, sei die Musik in ständiger Bewegung; die Veränderungen geschähen ganz selbstverständlich. Die einzige Überraschung sei die Einfügung von Greenes Stimme in „Home On De-Range“, wenn er spontan politische Kommentare zitiere. Die Komplexität von Burtons Phrasierung präsentiere eine transparente Schicht über der anderen. Während eine Hand Stride-Piano-artige Akkorde spielen könnte, flögen seine Finger der anderen Hand schnell über den Tasten, um einen klanglichen Boden zu erzielen. Schnellfeuer-Sequenzen in einem Stück können in einem anderen Sanftheit und Wärme weichen oder beide Ansätze können in derselben Klanglandschaft existieren. Die wirbelnden musikalischen Linien und krassen Klangfarben seien leicht miteinander verwoben und ruhen angenehm aufeinander, resümiert die Autorin; Greene rufe ständig wechselnde Stimmungen hervor und könne beim Hörer manchmal Atemnot auslösen.
Lyn Horton schrieb in JazzTimes, Greene sei, abgesehen von der Arbeit mit seinen verschiedenen Gruppen, stets ein Solist geblieben. „Das Klavier ist wie ein Orchester“, sagte er in einem Interview (2010) mit der Autorin. „Ich bin erstaunt, wenn ein Bläser zwei Töne auf einem Horn spielen kann … ich kann beim Spielen acht-, neun-, zehntönige Akkorde bekommen … Die linke Hand muss so fließend sein wie die rechte Hand … Dann können komplementäre Linien und Kontrapunkte durchkommen.“